# Dzieciństwo wodza
Dzieciństwo wodza (ang. The Childhood of a Leader) – zrealizowany w ramach międzynarodowej koprodukcji dramat filmowy z 2015 roku w reżyserii debiutującego w tej roli Brady’ego Corbeta, luźno oparty na krótkiej powieści The Childhood of a Leader autorstwa Jean-Paula Sartre’a ze zbioru opowiadań Le Mur z 1939 roku. 
Premiera filmu odbyła się 5 września 2015 podczas 72. MFF w Wenecji. W Polsce premiera filmu odbyła się 11 listopada 2016.

## Fabuła
Akcja filmu rozgrywa się w roku 1919 po zakończeniu I wojny światowej. Prescott, synek amerykańskiego dyplomaty, czuje się bardzo samotny i próbuje zwrócić uwagę najbliższych. Niezwykle inteligentne dziecko zaczyna się buntować, wykorzystuje słabości i brak konsekwencji matki i ojca. W rezultacie chłopiec podporządkowuje sobie dorosłych i staje się domowym tyranem.

## Obsada
- Bérénice Bejo jako matka
- Liam Cunningham jako ojciec
- Stacy Martin jako Ada
- Robert Pattinson jako Charles Marker
- Tom Sweet jako Prescott
- Yolande Moreau jako Mona
- Jacques Boudet jako ksiądz
- Yolande Moreau jako pokojówka

i inni.

## Produkcja
Zdjęcia kręcono w Budapeszcie (m.in. zamek królewski, Węgierska Galeria Narodowa).

## Odbiór

### Krytyka w mediach
Film Dzieciństwo wodza spotkał się z pozytywnymi recenzjami od krytyków. W serwisie Rotten Tomatoes średnia ocen filmu wyniosła 89% ze średnią oceną 7,5 na 10. Na portalu Metacritic średnia ocen wyniosła 68 punktów na 100.

## Nagrody i nominacje
| Rok  | Miejsce                                           | Nagroda             | Kategoria                                                            | Odbiorcy i nominowani                                                                    | Wynik     |
| ---- | ------------------------------------------------- | ------------------- | -------------------------------------------------------------------- | ---------------------------------------------------------------------------------------- | --------- |
| 2015 | 72. Międzynarodowy Festiwal Filmowy w Wenecji     | Konkurs „Horyzonty" | Najlepszy reżyser                                                    | Brady Corbet                                                                             | Wygrana   |
| 2015 | 72. Międzynarodowy Festiwal Filmowy w Wenecji     | Konkurs „Horyzonty" | Udział w konkursie 'Horyzonty'                                       | Brady Corbet                                                                             | Nominacja |
| 2015 | 72. Międzynarodowy Festiwal Filmowy w Wenecji     | Lew Jutra           | Nagroda im. Luigiego de Laurentiisa dla najlepszego filmu debiutanta | Brady Corbet                                                                             | Wygrana   |
| 2017 | 32. ceremonia wręczenia Independent Spirit Awards | Independent Spirit  | Najlepsze zdjęcia                                                    | Lol Crawley                                                                              | Nominacja |
| 2017 | 32. ceremonia wręczenia Independent Spirit Awards | Independent Spirit  | Najlepszy film debiutancki                                           | Antoine de Clermont-Tonnerre, Brady Corbet, Chris Coen, Helena Danielsson i István Major | Nominacja |